# أولكسندر فيليببوف
أولكسندر فيليببوف (بالأوكرانية: Філіппов Олександр Олександрович)‏ هو لاعب كرة قدم أوكراني في مركز الهجوم، ولد في 23 أكتوبر 1992 في أفدييفكا في أوكرانيا. شارك مع منتخب أوكرانيا تحت 19 سنة لكرة القدم ومنتخب أوكرانيا تحت 21 سنة لكرة القدم. أما مع النوادي، فقد لعب مع أرسنال كييف ونادي إيليتشيفيتس ماريوبول ونادي سينت ترويدن.

## وصلات خارجية
- أولكسندر فيليببوف على موقع اتحاد أوكرانيا (الإنجليزية)
- أولكسندر فيليببوف على موقع قاعدة بيانات كرة القدم.إي يو (الإنجليزية)
- أولكسندر فيليببوف على موقع Soccerway.com (الإنجليزية)
- أولكسندر فيليببوف على موقع عالم كرة القدم.نت (الإنجليزية)